# 阿尔伯特·查尔斯·史密斯
阿尔伯特·查尔斯·史密斯（Albert Charles Smith，1906年4月5日—1999年5月23日），是美国植物学家，美国国家自然历史博物馆馆长，美国植物分类学会理事长，1963年当选为美国国家科学院院士。
史密斯是蕨类植物和种子植物的专家，一直在美国和斐济工作。